# Medhi Lacen
Medhi Gregory Giuseppe Lacen, född 15 maj 1984 i Paris i Frankrike, är en franskfödd algerisk före detta fotbollsspelare. Han spelade under sin karriär för bland annat Getafe och Málaga. Han representerade även Algeriets landslag.